# Gran Premio di Chiasso 2001
Il Gran Premio di Chiasso 2001, settima edizione della corsa, si svolse il 3 marzo su un percorso di 168 km, con partenza e arrivo a Chiasso. Fu vinto dall'italiano Davide Rebellin della Liquigas-Pata davanti al suo connazionale Dario Frigo e al lituano Raimondas Rumšas.

## Ordine d'arrivo (Top 10)
| Pos. | Corridore         | Squadra                      | Tempo    |
| ---- | ----------------- | ---------------------------- | -------- |
| 1    | Davide Rebellin   | Liquigas-Pata                | 4h16'27" |
| 2    | Dario Frigo       | Fassa Bortolo                | s.t.     |
| 3    | Raimondas Rumšas  | Fassa Bortolo                | a 30"    |
| 4    | Frédéric Bessy    | Crédit Agricole              | s.t.     |
| 5    | David Moncoutié   | Cofidis                      | s.t.     |
| 6    | Pietro Caucchioli | Alessio                      | s.t.     |
| 7    | Laurent Brochard  | Jean Delatour                | a 34"    |
| 8    | Patrice Halgand   | Jean Delatour                | a 39"    |
| 9    | Beat Zberg        | Rabobank                     | a 46"    |
| 10   | Gabriele Balducci | Tacconi Sport-Vini Caldirola | s.t.     |